# Pathhead (Midlothian)
Pathhead ist eine Ortschaft in der schottischen Council Area Midlothian. Sie liegt rund 16 Kilometer südöstlich des Zentrums von Edinburgh. Die nächstgelegenen Städte sind Newtongrange und Dalkeith. Direkt westlich verläuft der Tyne.

## Geschichte
Die frühe Entwicklung der Ortschaft steht im Zusammenhang mit einer Furt (1831 durch die nördlich gelegene Lothian Bridge ersetzt) durch den Tyne und damit der Lage entlang eines bedeutenden Weges. Der Name des am Westufer des Tyne gelegenen Weilers Ford („Furt“) leitet sich ebenso von diesem Weg ab wie der Pathheads. Er beschreibt die Lage der Ortschaft am Ende eines längeren Anstiegs jenseits der Furt, welcher in vergangenen Zeiten mühsam zu bewältigen war. Die direkte Nähe zu den herrschaftlichen Anwesen Preston Hall, Oxenfoord Castle, Vogrie House sowie Ford House bewirkte in den vergangenen Jahrhunderten eine feudale Prägung Pathheads. Später siedelten sich Unternehmen aus dem Transportwesen sowie Sägemühlen in Pathhead an. Außerdem wurde in der Umgebung Kalk abgebaut.
Entgegen dem üblichen Trend verringerte sich die Einwohnerzahl Pathheads im Laufe des 19. Jahrhunderts. So sank sie stetig von 843 Einwohnern im Jahre 1841 auf 583 im Jahre 1881 ab. Im Rahmen des Zensus 2011 wurden in Pathhead 982 Einwohner registriert.

## Verkehr
Die A68 (Darlington–Dalkeith) bildet die Hauptstraße der Ortschaft. Sie ist Teilstück der Europastraße 15. Über einen eigenen Bahnanschluss verfügte Pathhead nicht. Die nächstgelegene Bahnhof war der rund sechs Kilometer südlich gelegene Bahnhof Tynehead an der Waverley Line. Der Flughafen Edinburgh liegt 25 nordwestlich.